# 翠楼吟
翠楼吟，词牌名。本调一百零一字。

## 词牌格式
仄仄平平，平平仄仄，平平仄平平仄。平平平仄仄，平平仄、平平平仄。平平平仄，仄仄仄平平，平平平仄。平平仄，仄平平仄，仄平平仄。  
仄仄，平仄平平，仄仄平平仄，仄平平仄。平平平仄仄，仄平仄、平平平仄。平平平仄，仄仄仄平平，平平平仄。平平仄，仄平平仄，仄平平仄。
1. ↑  . www.gushiwen.org.   [2019-05-23]. （原始内容存档于2019-06-08）.